# Contactdoos (lichtnet)

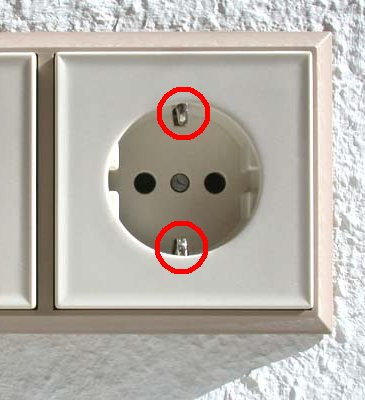
Een enkele, geaarde wandcontactdoos, type F, onder meer in Nederland en Duitsland. Dit aardcontact heet 'randaarde'.

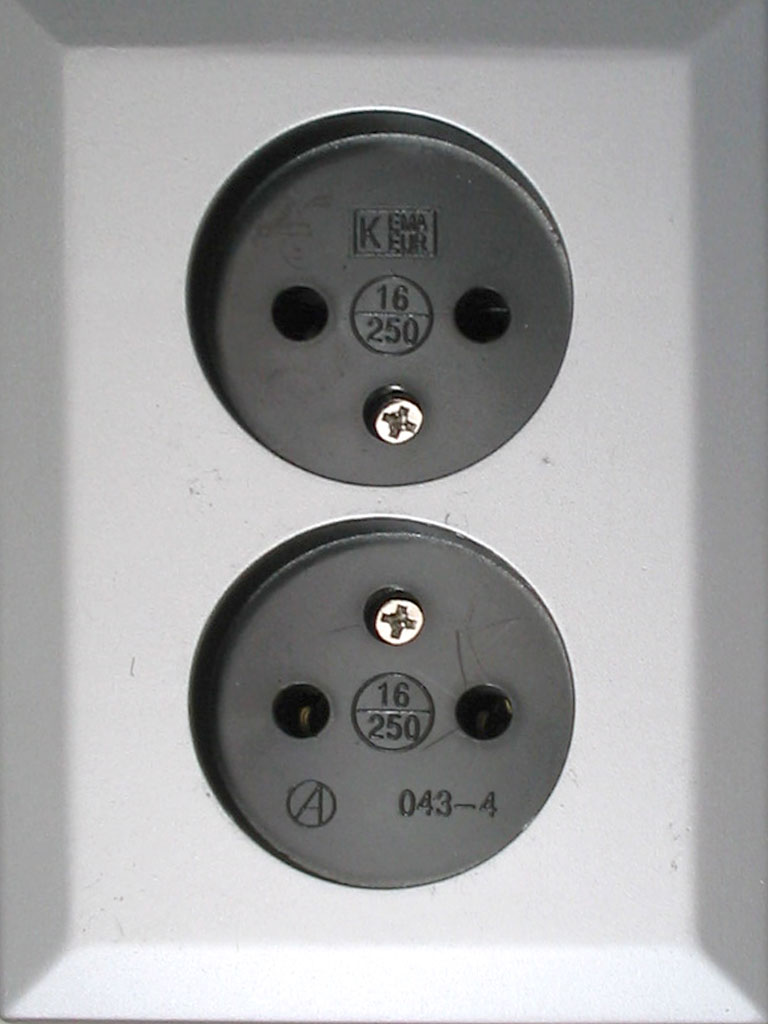
Een dubbele, niet-geaarde wandcontactdoos

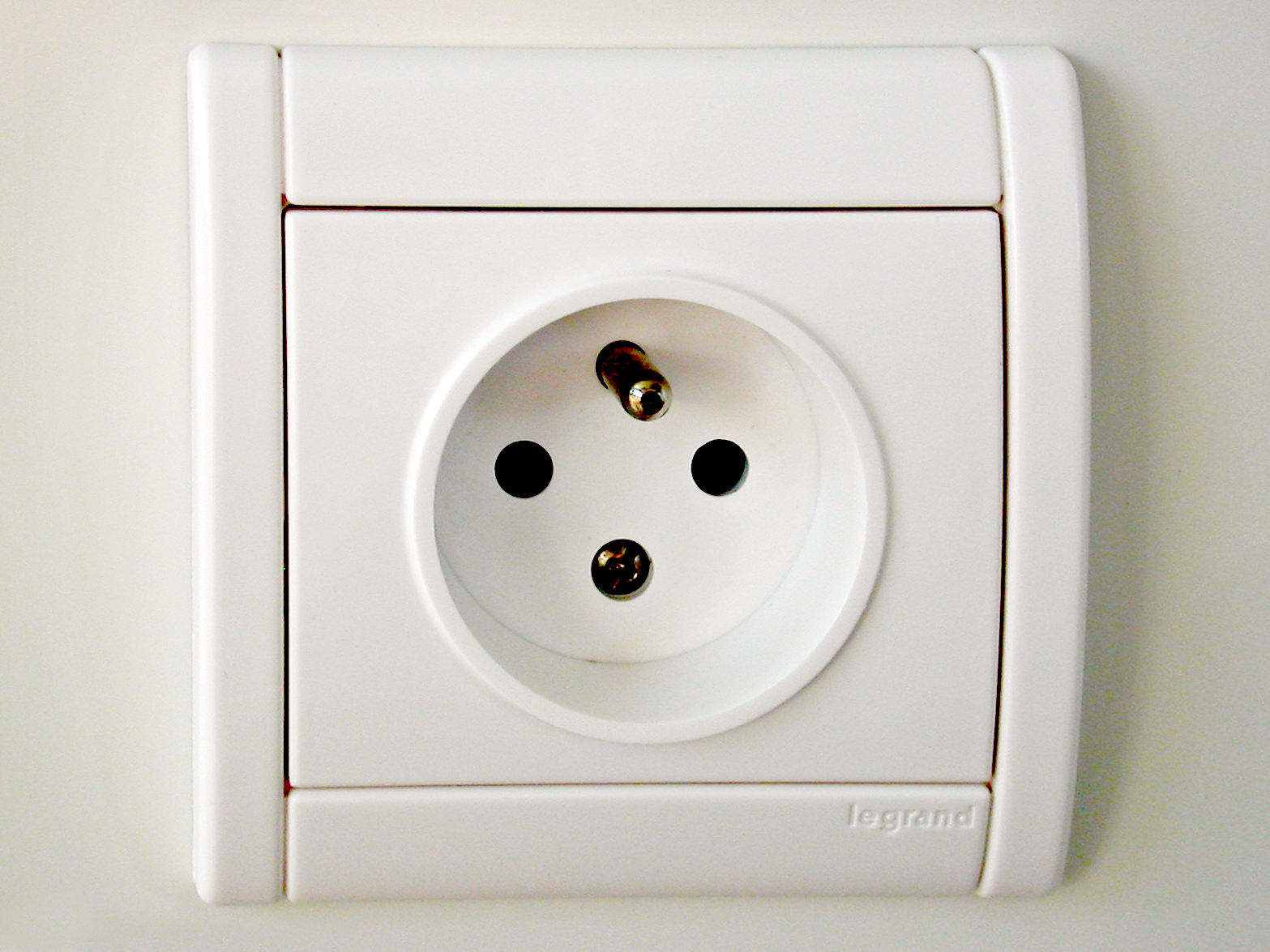
Geaarde wandcontactdoos, type E, onder meer in België en Frankrijk

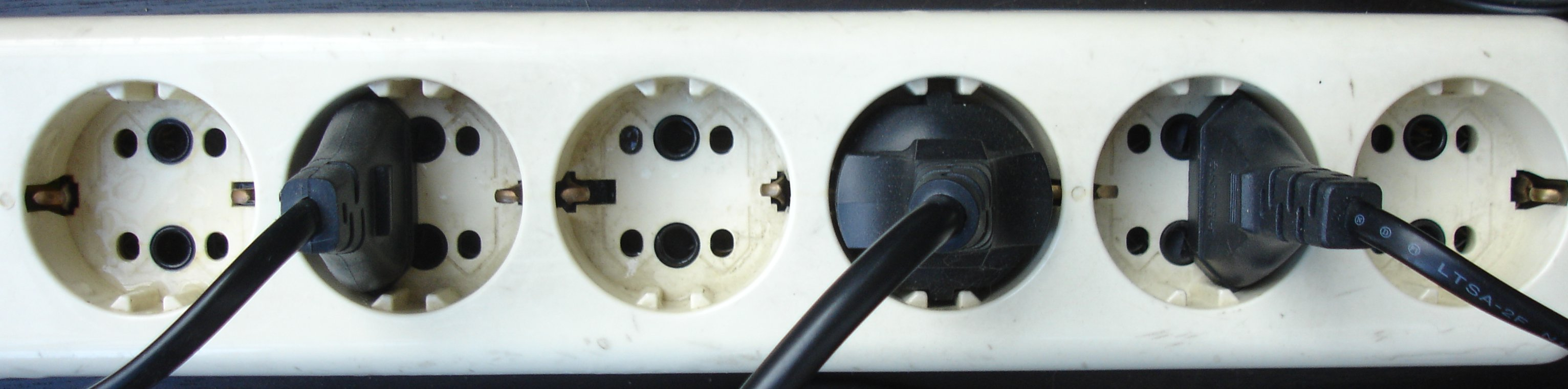
Tafelcontactdoos voor 6 stekkers type F (met randaarde) of 12 stekkers type C (plat, zonder aarde)

Een stopcontact of (wand)contactdoos is een aansluitpunt op het lichtnet voor afname van elektrische energie met behulp van een stekker of contactstop. Naast de hier behandelde contactdoos voor elektrische energie bestaan er ook andere gebruikstypen van contactdozen.

## Terminologie
In het normale taalgebruik zijn de benamingen anders dan de in de Nederlandse elektrotechnische industrie en dienstverlening officiële benamingen volgens NEN 1010 en NPR 5310:
| Dagelijks taalgebruik            | NEN 1010 en NPR 5310 | Omschrijving |
| -------------------------------- | -------------------- | --- |
| Stekker                          | Contactstop          | Algemeen gebruikelijke benaming voor het onderdeel van een elektrisch toestel, dat een snoer met een stopcontact, stekkerdoos of contrastekker verbindt.                                                                                         |
| Stopcontact                      | Wandcontactdoos      | Een in of op de muur gemonteerd aansluitpunt dat verbonden is aan het elektriciteitsnet van een woning of een ander pand. |
| Contrastekker                    | Koppelcontactstop    | Een contacthuls aangesloten op een snoer waar een stekker ingestoken kan worden. Een contrastekker wordt onder andere gebruikt voor verlengkabels.                                                                                               |
| Stekker-contrastekker combinatie | Stopcontact          | Samenstel van een stroom-gevend en een stroom-ontvangend toestel, bestemd voor het tot stand brengen en verbreken van verbindingen tussen buigzame elektrische leidingen en andere delen van een installatie of tussen deze leidingen onderling. |
| Stekkerdoos                      | Tafelcontactdoos     | Een verlengkabel met een unit met meervoudige aansluitpunten voor stekkers. |

N.B. Merk op dat de term: "stopcontact" zowel gebruikt wordt in het dagelijks taalgebruik als in de officiële Nederlandse normbladen, maar een verschillende onvergelijkbare betekenis hebben.
Contactdozen worden in drie uitvoeringen onderscheiden:
- de wandcontactdoos voor vaste montage, meestal aan of in de muur;
- de tafelcontactdoos (stekkerdoos), aan een verplaatsbare leiding gemonteerd en meestal het einde van een verlengsnoer;
- de koppelcontactstop (contrastekker), eveneens aan een verplaatsbare leiding gemonteerd en meestal het einde van een verlengsnoer.

NEN 1010 geeft aparte definities voor tafelcontactdoos en  koppelcontactstop, maar het verschil is niet duidelijk. In de praktijk is een tafelcontactdoos groter en heeft hij meerdere contacten.
Soms kan het verlengsnoer in een tafelcontactdoos worden opgerold, men spreekt dan van een haspel. Een tafelcontactdoos heeft vaak deels contacten voor geaarde stekkers en deels contacten voor de eurostekker. Een ouderwetse ongeaarde ronde stekker past in geen van beide.
Het plastic kapje dat op de muur zit heet het afdekraampje. Een tweevoudig afdekraampje is een kapje voor twee stopcontacten naast of boven elkaar.

## Types

Contactdoostypes verschillen per land.

Over de hele wereld zijn er sinds de jaren 1880 in de loop van de geschiedenis tientallen typen contactdozen ontwikkeld. In de vroege 21e eeuw zijn daarvan nog ongeveer 15 typen gebruikelijk, die de letters A tot en met O hebben gekregen van de International Trade Administration (ITA) van het Amerikaanse Ministerie van Economische Zaken. Sommige van deze typen zijn onderling compatibel, zoals A en B (Noord- en Midden-Amerika) en C, E en F (dominant in Europa en grote delen van Azië en Afrika). Andere typen zijn zodanig verschillend dat de stekkers niet of moeilijk in de contactdoos passen en dus niet door elkaar gebruikt kunnen worden. In sommige landen bestaan er verschillende incompatibele systemen naast elkaar en mensen die reizen komen soms een ander type tegen dan de apparaten die ze bij zich hebben, wat tot praktische problemen leidt.
Het bekendst in huis zijn wandcontactdozen met "twee gaten" of aansluitbussen en beschermingscontact. De ene aansluitbus voert meestal ongeveer de aardpotentiaal (of 'nul') en op de andere bus komt een fase binnen met, in Europa, een spanning van 220-240 volt. Het komt in bepaalde gevallen ook voor dat beide bussen spanning voeren ten opzichte van aarde, bijvoorbeeld bij een distributienet dat 2 x 127 V levert, waarbij de sinusvorm op beide bussen 120° van elkaar zijn verschoven. Feitelijk is hier sprake van een twee-fasen netspanning. Het netto spanningsverschil bedraagt dan 127 x {\displaystyle {\sqrt {3}}} = ± 220 V tussen beide bussen. Deze netspanning was in de jaren 1970 nog gebruikelijk in Nederland en België. Anno 2022 vinden we dit alleen nog terug op Bonaire, Curaçao en in Brazilië. Het beschermingscontact (ook wel aardcontact) voert geen spanning en is gelijk aan het aardpotentiaal.
Bij apparaten met een groot vermogen gebruikt men ook wel krachtstroom, waarbij niet een, maar alle drie de fasen worden aangesloten. Hierbij staat een (lijn)spanning van 400 V tussen de fasen onderling en een (fase)spanning van 230 V tussen elke afzonderlijke fase en de nulleider. Voorheen was dit respectievelijk 380 V en 220 V, waardoor veel vakmensen ook nu nog de term 'drie-tachtig' hanteren. Voor de aansluiting van krachtstroom maakt men gebruik van CEE-contactdozen of ook wel Perilex-contactdozen.

## Geaard versus ongeaard
Naast ongeaarde contactdozen bestaan er uit veiligheidsoverwegingen ook geaarde contactdozen. Dat betekent een of twee extra contacten aan de zijkanten of soms een in het midden. Een beschermingscontact (ook wel aardcontact) is niet verbonden met het lichtnet, maar met een punt dat altijd spanningsloos (0 volt) is. Vaak wordt de buitenkant van apparaten uit veiligheid geaard, maar er kunnen ook technische redenen zijn om een apparaat te aarden. Bij nieuwe installaties is het sinds het jaar 2010 verplicht om uitsluitend geaarde wandcontactdozen toe te passen.
Het is vaak niet gewenst dat een apparaat zonder aarde wordt aangesloten.
Door de verschillende normen kan dit echter toch voorkomen:
- Een apparaat met geaarde stekker (type E of F) kan zonder meer op een ongeaard stopcontact (type C) worden aangesloten. De gedachte hierachter is dat aarding niet noodzakelijk is in een droge ruimte met een isolerende vloer, waar dan ook ongeaarde contactdozen werden toegepast. Deze situatie kan echter gevaar opleveren voor de gebruiker of schade toebrengen aan gevoelige apparatuur (computers) als een apparaat dat aarding vereist (vrijwel alles met een metalen kast) op een ongeaarde contactdoos wordt aangesloten.
- Worden normen door elkaar gebruikt, bijvoorbeeld een stekker van type E of F in een Deens stopcontact, dan wordt het aardcontact soms niet aangesloten, hoewel dat wel gewenst is.

Een voorbeeld hiervan zijn apparaten voorzien van een netfilter zoals een computer. Hoogfrequente stoorsignalen die worden veroorzaakt door het apparaat, worden door het netfilter uit het elektriciteitsnet gehouden. Het beschermingscontact wordt gebruikt om de stoorsignalen weg te laten vloeien, maar als het apparaat op een ongeaarde contactdoos is aangesloten kunnen de stoorsignalen niet wegvloeien. Bij een computer komt zo de hele stalen kast van de computer onder spanning te staan. Ook kan bij het inpluggen van randapparatuur in de computer door het overspringen van een (onzichtbare) vonk schade ontstaan aan de apparatuur.
Hoewel ongeaarde contactdozen nog toegelaten zijn in oudere installaties, mag men in België sinds 1981 enkel nog geaarde contactdozen mét verhoogde aanraakbeveiliging (kinderbeveiliging) bijplaatsen. Meer regels over het plaatsen van contactdozen zijn te vinden in het Algemeen Reglement op de Elektrische Installaties (AREI). Zodra een oudere installatie aangepast of uitgebreid wordt, mogen geen ongeaarde contactdozen meer worden toegepast. Alle ongeaarde contactdozen in de beteffende ruimte moeten worden vervangen door geaarde contactdozen, ook als deze tot een andere groep behoren.
Een contactdoos kan ingebouwd zijn in bijvoorbeeld de muur (inbouw) of op de muur zijn gemonteerd (opbouw). Niet overal ter wereld worden dezelfde contactdozen gebruikt. In het grootste deel van Europa komen contactdozen voor van het schuko-type zoals op de foto is aangegeven. Wereldwijd komen echter veel meer typen voor, die verspreid zijn zoals op deze kaart is aangegeven (zie netstekker voor een uitgebreider overzicht).

## Mogelijke combinaties met Europese stopcontacten
|                                  |  | Type C (zonder aarde)       | Type E (B-terre)            | Type F (NL-randaarde)       | Euro- stopcontact           |
| -------------------------------- |  | --------------------------- | --------------------------- | --------------------------- | --------------------------- |
| C-stekker                        |  | geen aarde geen polarisatie | past niet                   | past niet                   | past niet                   |
| E-stekker (B-terre)              |  | geen aarde geen polarisatie | aarde polarisatie           | past niet                   | past niet                   |
| F-Stekker (NL-randaarde)         |  | geen aarde geen polarisatie | past niet                   | aarde geen polarisatie      | past niet                   |
| E/F-stekker, beide aardingen     |  | geen aarde geen polarisatie | aarde polarisatie           | aarde geen polarisatie      | past niet                   |
| E/F-contourstekker, zonder aarde |  | geen aarde geen polarisatie | geen aarde polarisatie      | geen aarde geen polarisatie | past niet                   |
| Eurostekker                      |  | geen aarde geen polarisatie | geen aarde geen polarisatie | geen aarde geen polarisatie | geen aarde geen polarisatie |

1. 1 2  In Vlaams dialect wordt het woord terre in plaats van aarding gebruikt.
2. ↑  Polarisatie betekent dat de stekker niet omgedraaid kan worden en het dus zeker is welke pool de fase is en welke de nul. Let wel: dat er geen vaste voorschriften zijn hoe de polen van het stopcontact zelf aangesloten moeten worden (ook niet in de NEN1010). Dus evenzo als een stekker maar op één manier in het stopcontact past, is er nog steeds geen zekerheid over de polariteit van de draden in het snoer aan de stekker (de kleuren blauw (nul) en bruin (fase) in het snoer, daar kan geen waarde aan worden gehecht). Afspraken rond dit vraagstuk heeft men geprobeerd vast te leggen in de IEC 60906-1 norm, maar zijn midden jaren 1990 tot stilstand gekomen.
3. ↑  Soms wordt de stekker met een mes bijgewerkt zodat hij toch past. Het kan ook met een verloopstukje. Beide zijn verboden.

## Veiligheid
Elektrische energie uit een contactdoos kan dodelijk zijn wanneer ze verkeerd wordt toegepast.

### Kinderbeveiliging
Contactdozen kunnen uitgevoerd zijn met verhoogde aanraakbeveiliging (zogenoemde kinderbeveiliging). Deze beveiliging is in België verplicht maar wordt in Nederland nog maar weinig toegepast. De twee bussen zijn afgesloten met een klepje dat alleen opengaat als men in beide bussen tegelijk een pen steekt. Voor contactdozen zonder een dergelijke beveiliging zijn er losse beveiligingsplaatjes te koop die op een contactdoos kunnen worden geplakt. Zo'n plaatje wordt geopend door een stekker (contactstop) tegen de contactdoos te drukken, een kwartslag te draaien en daarna door te drukken.
Britse contactdozen hebben altijd drie gaten, want de veiligheidsaarde is ook als bus uitgevoerd. De beide spanningvoerende bussen zijn door een klepje afgedekt. Bij het insteken van een stekker zal de iets langere aardpen het klepje openen waardoor de overige aansluitingen worden vrijgegeven.